# 彭康衡大院
彭康衡大院，始建于1929年，位于湖南省衡阳市祁东县洪桥镇渔陂村。2015年被公布为衡阳市文物保护单位。

## 历史
彭康衡曾做过民国时期的湖北五丰县县长，1929年在家乡洪桥镇渔陂村建成彭家大院。
1952年-1992年，彭康衡大院先后被作为祁东县委党校，洪桥镇人民公社，洪桥乡政府驻地使用。
2015年，彭康衡大院被衡阳市公布为第五批市级文物保护单位。

## 建筑
彭康衡大院依山而建，坐南朝北，是一座典型的中轴对称式建筑。装饰上主要沿用了晚清时期精致古朴的装饰风格。所有房屋均为两层，层高4米。
前厅、神堂、两厢、廊庑呈“日”字型排列，左右对称，前后相连。走廊开阔，廊庑两侧各有一个天井，天井宽敞，内设花池。院内以18根大柱支撑，大柱以砖柱居多。砖柱是用特制弧形青砖砌成，高约8米，颇具气势。在梁枋上雕刻着麒麟、狮子、喜鹊、玉兔等动物花卉图案。